# Grande-Comorebrilvogel
De Grande-Comorebrilvogel (Zosterops kirki) is een zangvogel uit de familie van de Zosteropidae (brilvogels). Deze vogel is genoemd naar de ontdekkingsreiziger en latere diplomaat John Kirk die als Britse Consul op de Comoren een groot aantal vogels had verzameld, waaronder deze brilvogel.

## Verspreiding en leefgebied
Deze soort is endemisch op het eiland Grande Comore van de Afrikaanse eilandengroep Comoren.